# Casta Sudra
Casta Sudra  (casta servitorilor) din care, la început, au făcut parte dravidienii autohtoni cuceriți de arieni, apoi în această castă intrau cei săraci sub aspect economic, meseriașii și mulțimea agricultorilor (iobagi pe pământurile nobililor). De regulă, nu aveau acces la temple, purtau veșminte uzate și mâncau resturile de la masa stăpânilor. Permanent constrânși să efectueze cele mai umile munci, dacă un sudra îndrăznea să recite un imn din Rig Veda i se tăia limba sau dacă îl asculta i se turna plumb topit în urechi.